# Bohumil Vít Tajovský
Bohumil Vít Tajovský (3. března 1912 Klanečná u Havlíčkova Brodu – 11. prosince 1999 Želiv) byl katolický kněz, opat Želivského kláštera a oběť komunismu.

## Mládí a studia
Bohumil Vít Tajovský, rodák z Klanečné u Havlíčkova Brodu, se narodil jako nejmladší ze čtyř bratrů a byl sešvagřeným příbuzným opata Anastáze Opaska. Pokřtěn byl v kostele sv. Jana Křtitele v Krásné Hoře, kde mu byla zbudována pamětní deska. Dětství prožil za první světové války. Jeho otec, povoláním pánský krejčí, byl ve válce a vrátil se až v roce 1919 z ruského zajetí.
Do školy chodil do obce Poděbaby, v letech 1923–1931 studoval gymnázium v Německém Brodě. Maturoval v roce 1931 a rozhodoval se mezi studiem botaniky a teologie. Rozhodl se pro teologii a nastoupil do semináře v Hradci Králové.
V roce 1934 se stal členem řádu premonstrátů a v roce 1937 byl vysvěcen na kněze. Po vysvěcení pracoval jako zahradník a knihovník Želivského kláštera. Jeho původním záměrem bylo pokračovat ve studiu teologickým licenciátem, navštívit kláštery v zahraničí a zdokonalit francouzštinu; ten však přerušila válka. Po složení pedagogických zkoušek vyučoval od roku 1942 na gymnáziu v Humpolci latinu, filozofii, dějepis a náboženství, mezi jeho žáky patřil i Jan Zábrana. Po celou válku byl zároveň ve volném čase angažován jako režisér ochotnického divadla pod záštitou Orla, neboť jeho snahou bylo vytvořit z kláštera otevřené místo.

## Nástup komunismu a totalita
Po válce zastupoval opata Vavrouška, který již uvažoval odejít na odpočinek. Zúčastnil se proto místo opata v roce 1947 setkání generální kapituly řádu v Římě. Po návratu z Říma byl 7. ledna 1948 ve věku 36 let zvolen klášterní komunitou opatem Želivského kláštera. Protože se mniši obávali vměšování komunistů do voleb, porušili tehdy platný předpis z dob Rakouska-Uherska, který nařizoval volbu ohlásit a umožnit přítomnost zástupce státu. Nahlásili až výsledek volby, což jim nikdo nerozporoval, a opat Tajovský kuriózně dostal blahopřejný dopis od Klementa Gottwalda.
Ovšem již 24. února 1948 byl Tajovský označen ten den založeným akčním výborem v Humpolci za „nepřítele lidu“, a to v pořadí na druhém místě po Jiřině Zábranové (matce Jana Zábrany). Následně mu bylo zakázáno vyučovat na gymnáziu. Po události číhošťského zázraku navštívil Tajovský v lednu 1950 faráře Josefa Toufara, aby věc prověřil a informoval biskupa. Dne 30. ledna 1950, dva dny po zatčení Josefa Toufara, byl Tajovský zatčen v klášteře, který byl poté obsazen příslušníky StB, kteří do něj podstrčili zbraně.
Po dvou týdnech vyšetřovací vazby byl Tajovský odsouzen v dubnu 1950 ve vykonstruovaném procesu Machalka a spol. za „velezradu, vyzvědačství a organizování ozbrojeného převratu“.
Společně s ním byli Ivan Mastiliak (redemptorista), Augustin Machalka (premonstrát), František Šilhan (provinciál jezuitů), Silvestr Braito (dominikán), Adolf Kajpr (jezuita), František Mikulášek (jezuita), Jan Blesík (redemptorista), Jan Evangelista Urban (františkán), Stanislav Barták (premonstrát) jedni z prvních obětí represí komunistických orgánů spojených s justicí vůči církvi; jejich prokurátory byli Karel Čížek, Josef Urválek a Ludmila Brožová.

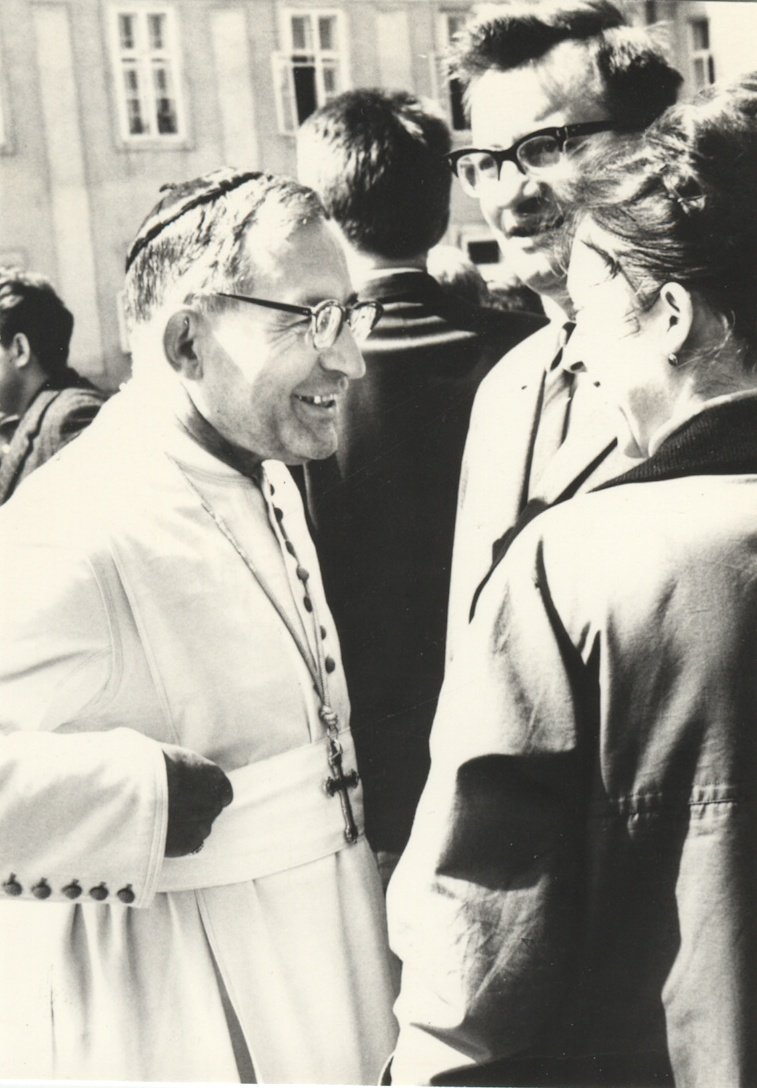
Opat Tajovský v roce 1969 na Velehradě

Po procesu dal Rudolf Slánský pokyn k započetí celostátní Akce K, která měla zlikvidovat kláštery a internovat řeholníky.
Tajovský byl odsouzen na 20 let těžkého vězení a byl vězněn na Pankráci, ve Valdicích, Mírově a Leopoldově. V žaláři strávil 11 a půl roku, v roce 1960 byl propuštěn na amnestii. Po propuštění vzpomínal na věznění takto: „Nesmělo se na vycházky, nesměli jsme nic číst ani psát, každý byl úplně sám. Celý den se neustále muselo chodit po cele a sednout nám dovolili jen k jídlu. Brzy z toho měl člověk strašně oteklé nohy. Postupem času se ale dalo podle bachařových kroků vysledovat, kdy se přibližuje a kdy se naopak vzdaluje, a tak jsem si mohl aspoň na chvilku sednout.“
| „                                                                                    | Tajovský byl silně krátkozraký..., měl skla jako čočky od dalekohledu, jak mohl číst, jak vidět na peří? Nepamatuji se, že by měl někdy špatnou náladu, že by naříkal, vidím ho pořád s úsměvem na tváři, v jeho blízkosti bylo každému dobře. | “ |
| — Václav Vaško, vzpomínka na společné věznění v Leopoldově, kde kněží mj. drali peří | |   |

Po propuštění žil Tajovský v Havlíčkově Brodě, celých 21 let byl neustále sledován Státní bezpečností. Nesměl vykonávat kněžské povolání ani žádnou veřejnou funkci, až do penze mohl pracovat jen jako lesní dělník, topič, archivář. V roce 1968 získal krátce státní souhlas a mohl působit jako pomocný duchovní v Želivě. Stal se okresním předsedou K231, a proto opět přišel o možnost duchovní služby. V roce 1971 odešel do invalidního důchodu.

## Návrat do Želiva

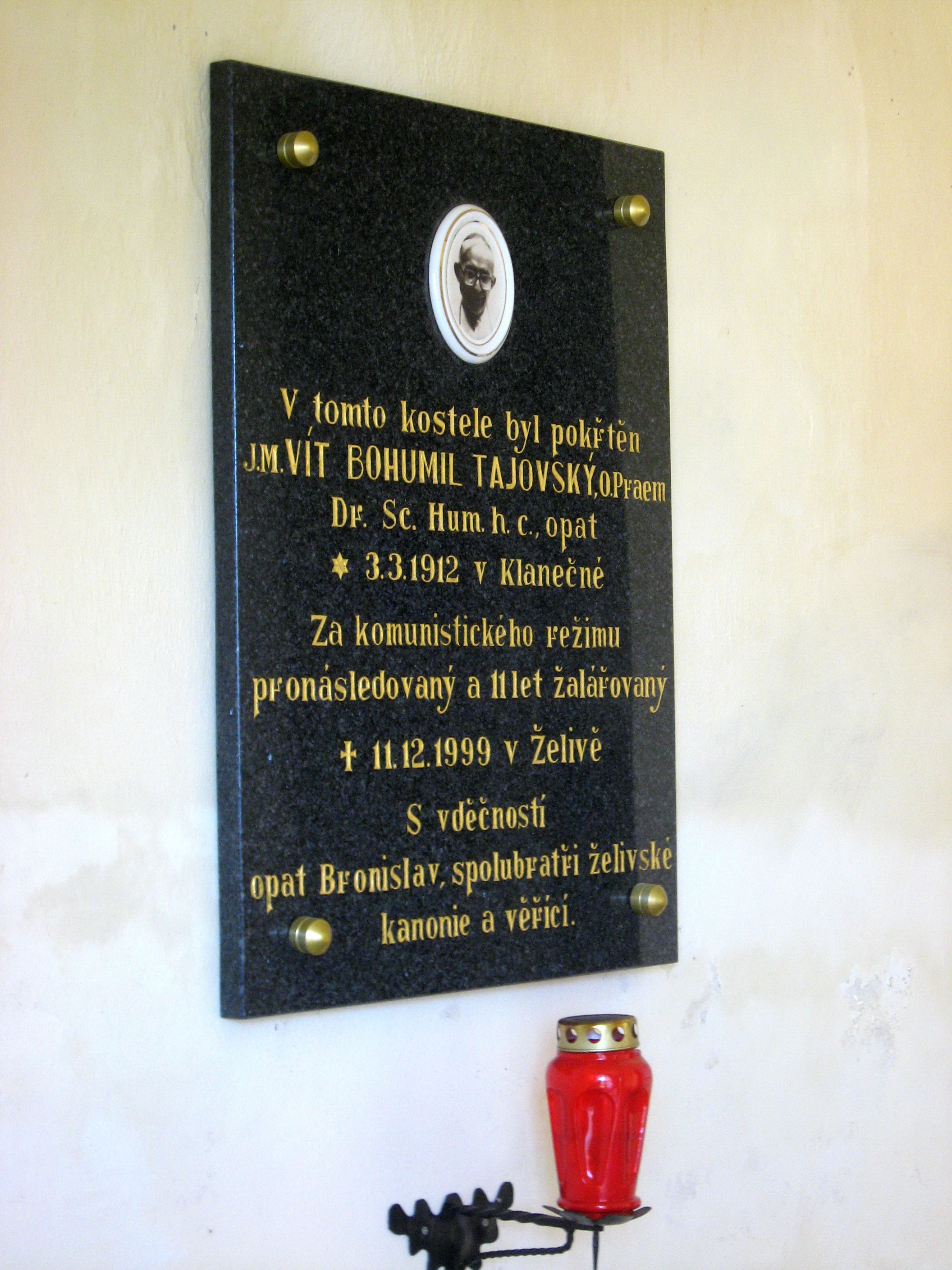
Pamětní deska opatovi Tajovskému v kostele sv. Jana Křtitele v Krásné Hoře

V roce 1993 se vrátil se svou komunitou do Želivského kláštera, kde doposud sídlila psychiatrická léčebna. Započaly také rekonstrukce zanedbaného komplexu.
Roku 1993 obdržel čestný doktorát teologie na řádové univerzitě St. Norbert College v De Pere v USA, roku 1996 byl opatu Tajovskému za jeho celoživotní postoje udělen řád Tomáše Garrigua Masaryka. V prosinci 1999 ve svém domovském Želivském klášteře zemřel a je pohřben do řádové hrobky na místním hřbitově.

## Rok opata Tajovského
Premonstráti v Želivě zasvětili opatovi Tajovskému celý rok 2012, kdy si připomínali sté výročí Tajovského narození. Připravili mj. výstavu z jeho pozůstalosti a konferenci, byl mu věnován letní festival Musica Figurata a každoroční vzpomínková mše na vězněné kněze a řeholníky na Želivě.

## Připomínky
- Pamětní deska Bohumilu Vítu Tajovskému v Krásné Hoře[12]
- Pamětní deska Bohumilu Vítu Tajovskému v Želivi[13]

## Dílo
- TAJOVSKÝ, Bohumil Vít. Siard Falko, opat želivský : Siard Falco Primus post recuperationem Abbas Siloensis e gremio Fratrum. [K vydání přípravil a doslovem opatřil Aleš Palán.] Praha: Dauphin, 2007. 206 s. ISBN 978-80-7272-117-7.
- TAJOVSKÝ, Bohumil Vít. Člověk musí hořeti : rozhovor Aleše Palána a Jana Paulase s opatem želivského kláštera. Praha: Torst 2001, 608 s. ISBN 80-7215-126-6.
- TAJOVSKÝ, Bohumil Vít; KOUBEK, Karel. Želivské elegie. Pelhřimov: Nová tiskárna, 1999. 71 s., [3] s. ISBN 80-902584-4-1.